# HMS Resolution (S22)
HMS Resolution (S22) fue un submarino de propulsión nuclear de la Marina Real Británica. Estaba armado con hasta 16 misiles nucleares UGM-27 Polaris A-3, que eran la parte principal del sistema nuclear Polaris.
El navío perteneciente a la clase Resolution, fue el primero de su clase, con 7500 toneladas de desplazamiento en la superficie y 8400 t sumergido, estuvo en servicio activo desde 1968 hasta 1994.